# Рождество в Аргентине
Рождество́ в Аргенти́не (исп. Navidad en Argentina) — государственный праздник в Аргентине, посвящённый Рождеству Христову и отмечаемый по григорианскому календарю 25 декабря. Ночь с 24 на 25 декабря в Аргентине называется Nochebuenа (добрая ночь). Подготовка к празднику начинается с начала декабря. Это семейный праздник, с обязательными подарками. Друзья и родственники шлют друг другу поздравительные открытки.

## Подготовка

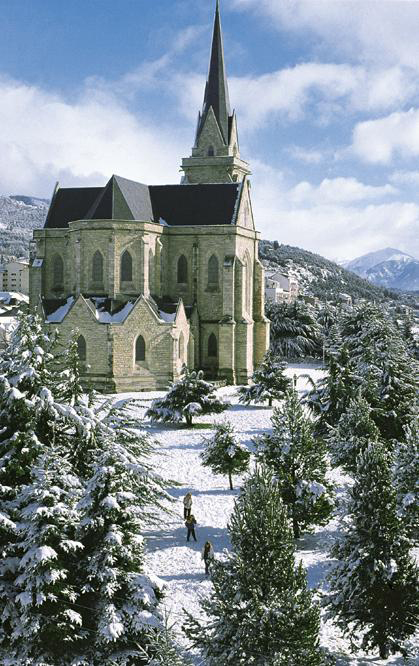
Снег в Барилоче

Аргентинцы, в основной своей массе, католики, а страна занимает 10-е место в мире по числу проживающих в здесь католиков. Католицизм — государственная религия Аргентины. Поэтому нет ничего удивительного в том, что религиозные праздники, наряду с национальными, являются наиболее важными для населения страны и широко отмечаются.
Так как страна находится в Южном полушарии Рождество проходит в разгар аргентинского лета — без снега. Снежный покров имеется лишь в Андах. Предпраздничные хлопоты начинаются 8 декабря, в День Непорочного зачатия Девы Марии наряжанием ёлочки. Ёлку наряжают в строгом стиле, обычно присутствует не больше двух цветовых гамм. На ветвях не густо развешивают белые, либо белые и серебристые, или синие и белые шары, символизирующие снег. Дети пишут письма Папа́ Ноэлю — аргентинскому Санта-Клаусу, с просьбой о том или ином подарке.

## Рождественский стол

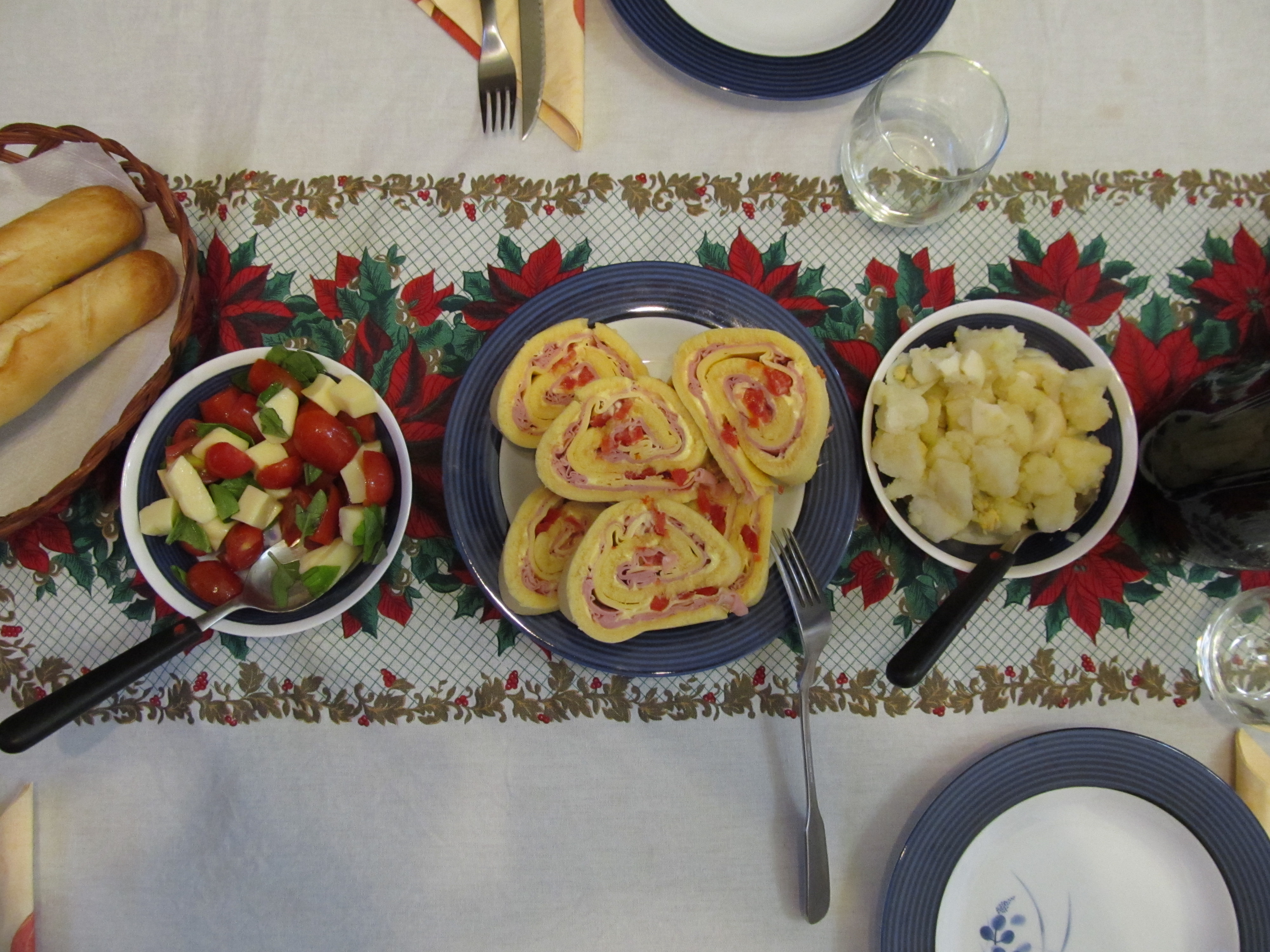
Рождественский ужин

Традиционно, на праздничный стол, в качестве горячего блюда, подаётся запечённая в духовке индейка либо зажаренный целиком поросёнок, наряду с любимым в Аргентине блюдом — асадо. Из салатов наиболее популярными считаются Vitel Toné и картофельный салат. Также подаются жареные фаршированные помидоры и фруктовый салат.
На десерт обязательно должен быть Pan Dulce — сладкий рождественский хлеб и Turon de mani (сладкая сахарная плитка с орешками). Пьют в основном сидр, шампанское и вино.

## Празднование

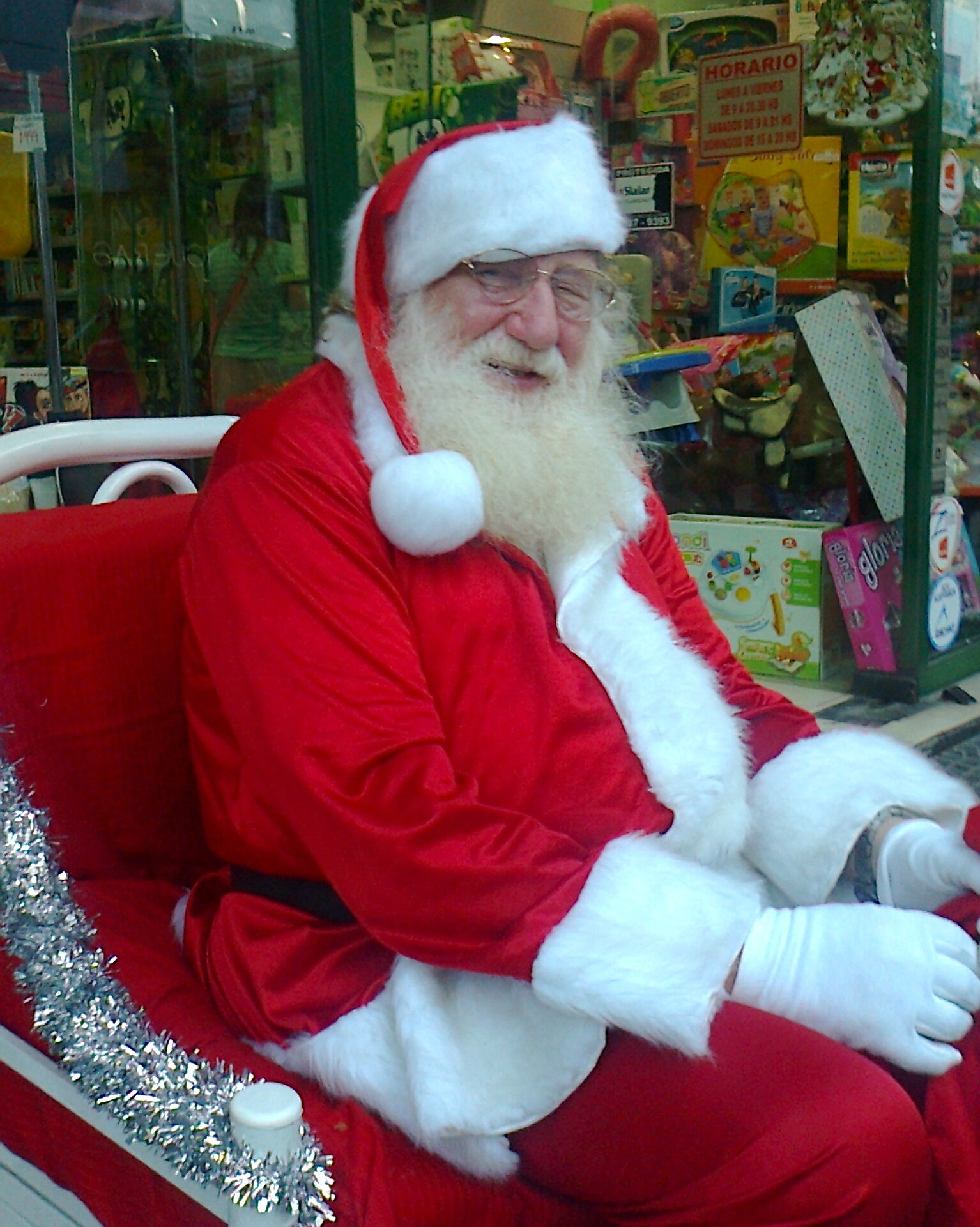
Папа Ноэль — аргентинский Санта-Клаус

Перед доброй ночью аргентинцы идут в церкви, где проходят рождественские службы, после чего спешат в дом кого-нибудь из родственников. Встречают Праздник большими семьями — собирается несколько поколений — бабушки, дедушки, тёти, дяди, внуки. Декабрь в Аргентине очень жаркий месяц, поэтому люди предпочитают есть главные блюда рождественской трапезы на открытом воздухе в саду. Семья поёт колядки. В 00.00 25 декабря открывают сидр, все поздравляют друг друга, звучат ¡Feliz Navidad! (Счастливого Рождества!) и другие пожелания. После чего семья выходит на улицу для запуска фейерверков и так называемых «глобос» (исп. globos) — бумажные игрушки с огнями, наподобие китайских фонариков, запускаемых в небо. Затем все идут к ёлке разбирать подарки, предварительно положенные туда, которые принято дарить именно на Рождество, а не на Новый год. Часть людей идут в церкви.
Некоторые аргентинские семьи встречают Рождество в церкви, где проходит полуночная месса — Misa de Gallo. Не редкость встреча Рождества на пляже, а на ужин вместо индейки барбекю.
Празднования длятся в Аргентине две недели, до Дня трёх Королей (волхвов). Перед сном дети оставляют свою обувь на пороге, либо на подоконнике, а также печенье для волхвов (исп. Reyes Magos) и воду для их верблюдов. «Рейес Магос» кладут в оставленную детьми обувь небольшие подарки.